# Pierre Vallet (graveur)
Pierre Vallet (né à Orléans vers 1575, mort vers 1657) est un graveur français, brodeur des rois Henri IV et Louis XIII.

## Œuvres

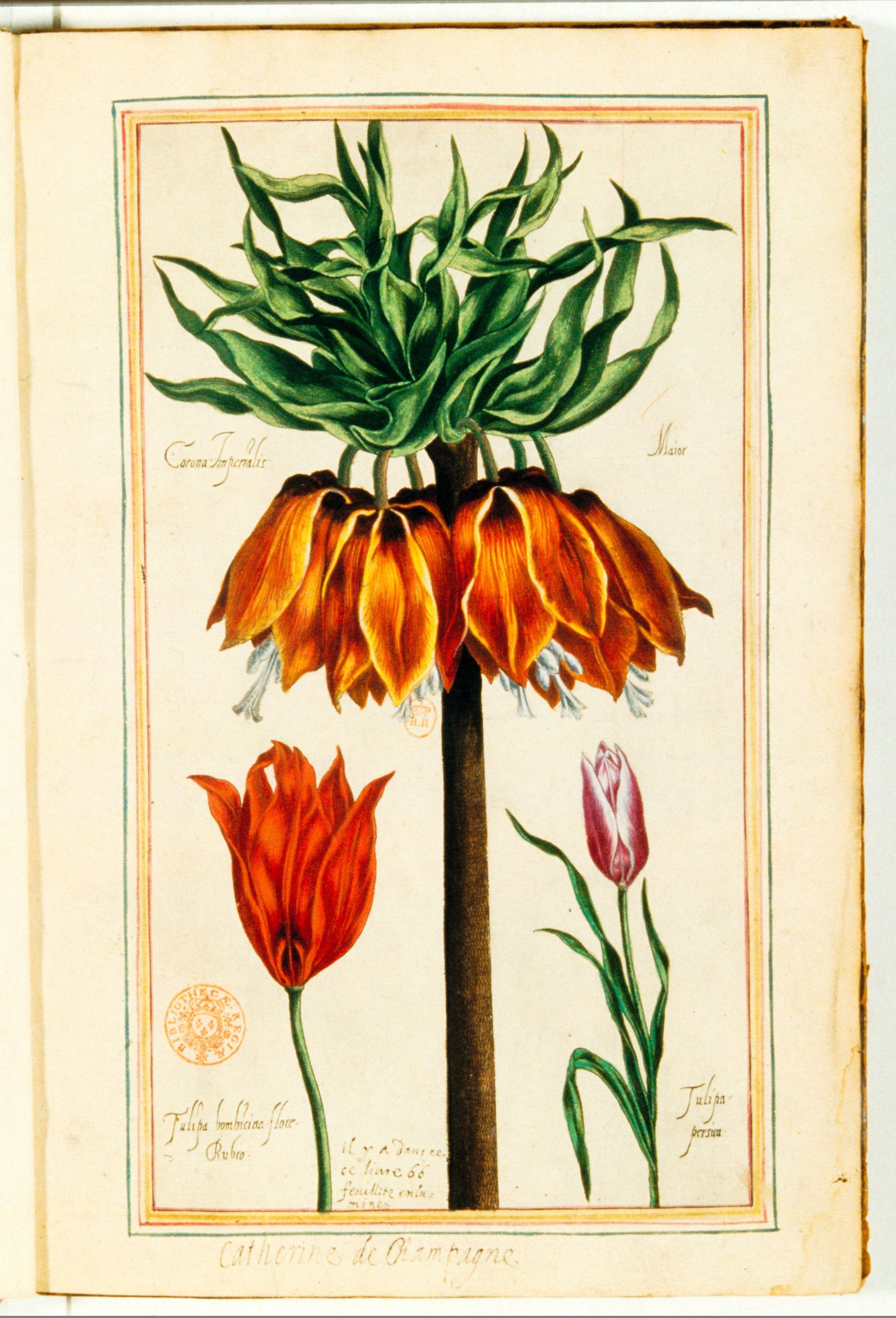
Planche d'illustration gravée par Vallet pour Le Jardin du roy très chrestien Henry IV

- Le jardin du roy tres chrestien Henri IV, roy de France et de Navare dedie à la royne, 1608.Ce livre offre des illustrations des fleurs du jardin du Louvre tenu par Jean Robin et son fils.
- Les Adventures amoureuses de Theagenes et Chariclée, sommairement descrites et représentées par figures dédié au Roy, par Pierre Vallet son brodeur ordinaire, Paris chez Gabriel Tavernier, 1613
- Le jardin du roy tres chrestien Loys XIII, roy de France et de Navare dedie à la royne mer.e de sa m.t., À Paris, Rue du Four, Et se vandent au Logis de l'auteur, 1623